# 鄭瞀
鄭瞀（ていぼう、生年不詳 - 紀元前626年）は、楚の成王の夫人。

## 逸話
鄭瞀は鄭に生まれ、鄭の公女の腰元として、楚の成王の後宮に入った。あるとき成王が台に登って後宮を望み見たことがあった。宮人たちはみな振り返ったが、鄭瞀はまっすぐ進んで振り返らず、歩みを変えようとはしなかった。成王は「行く者よ、かえりみよ」と言ったが、鄭瞀は振り返らなかった。成王が「かえりみよ、私はおまえを夫人としよう」と言ったが、鄭瞀はやはり振り返らなかった。成王は「かえりみよ、私はさらにおまえに千金を与え、おまえの父兄を封建しよう」と言ったが、鄭瞀はついに振り返らなかった。そこで成王は台を下りて、「夫人は重い地位である。封爵は厚禄である。一顧すればこれを得ることができるのに、振り返らなかったのはどうしてだ」と問いかけた。鄭瞀は「婦人は身なりを整えて顔を和らげるのが身だしなみと、私は聞いています。大王が台上から見ておられるときに私が振り返れば、儀節を失することになります。このため私は振り返らなかったのです。また夫人の地位や封爵を示された後に振り返れば、私は地位を貪り利を楽しんで義理を忘れることになります。いやしくも義理を忘れて、どうやって王に仕えることができましょう」と答えた。成王は「善し」といって、鄭瞀を夫人に立てた。
1年ほど経ち、成王は公子商臣（のちの穆王）を太子に立てようと計画した。成王がこのことを令尹の鬬勃（子上）に諮問すると、子上は「わが君はまだお若いのですが、多くの公子がおられます。太子を置いてかれらを退ければ、必ずや禍乱のもととなりましょう。そのうえ商臣殿下は悪相で残忍ですので、立ててはいけません」と答えた。成王は後宮に退いて夫人の鄭瞀にこのことを訊ねると、「令尹の言に従うべきでしょう」と答えた。成王は聞き入れず、商臣を太子に立てた。成王45年（紀元前627年）、太子商臣は子上が蔡を救援したときに晋から賄賂を受けて戦闘を避けたと誣告した。成王は子上を処刑させた。鄭瞀は子上が無辜の罪に落とされたことを嘆き、王の後継者の地位をめぐって公子たちに争いが起こることを予見した。
成王46年（紀元前626年）、成王は太子商臣を廃位して、商臣の庶弟である公子職を太子に立てようと計画した。鄭瞀は成王を諫めて翻意をうながしたが、かえって疑われることとなった。鄭瞀は死をもって事実を明らかにすると言い残して自殺した。このとき太子商臣は成王が自分を廃位しようと図っていることを知り、反乱を起こして王宮を包囲した。成王は熊の掌の料理を食べてから死にたいと申し入れたが、商臣に聞き入れられず、首をくくって自殺した。